# 华盲蛇蛉属
华盲蛇蛉属（学名：Sininocellia），是蛇蛉目盲蛇蛉科的一个属，为中国特有属，是目前已知现存体型最大的一类蛇蛉。模式种为硕华盲蛇蛉。

## 下属物种
本属包括以下物种：
- 集昆华盲蛇蛉 Sininocellia chikun  Liu et al.，2012
- 硕华盲蛇蛉 Sininocellia gigantos Yang，1985